# Mersch (kanton)
Mersch är en kanton i Luxemburg.   Den ligger i distriktet Luxemburg, i den centrala delen av landet, 16 kilometer norr om huvudstaden Luxemburg. Antalet invånare är 24 212.
Administrativt centrum är Mersch. 
Kantonen består av följande 11 kommuner: 
- Bissen
- Boevange-sur-Attert
- Colmar-Berg
- Fischbach
- Heffingen
- Larochette
- Lintgen
- Lorentzweiler
- Mersch
- Nommern
- Tuntange